# Nueva Colonia y Fuerte de Floridablanca
Nueva Colonia y Fuerte de Floridablanca, Nueva Población y Fuerte de Floridablanca o, sencillamente, Floridablanca es el nombre de una antigua población española  establecida en la Patagonia por Antonio de Viedma (o Biedma) el 19 de abril de 1780. Las ruinas de su asiento están próximas a Puerto San Julián en la Provincia de Santa Cruz, República Argentina.

## Ubicación
Se halla hacia las coordenadas 49°14′01″S 67°48′02″O / -49.23361, -67.80056, próximo a la encrucijada entre la RN 3 y la ruta provincial 25, unos 10 kilómetros al noroeste del Puerto San Julián y a 10 kilómetros al oeste de la costa del Mar Argentino, a orillas de un curso de agua en un pequeño valle que posee un bioma de estepa semiárida. El clima es riguroso, con inviernos fríos y veranos bastante cálidos si bien moderados por las proximidades del Océano Atlántico. Las pequeñas serranías que rodean al sitio le resguardan bastante de los fuertes vientos típicos de la Patagonia.

## Motivos de la fundación

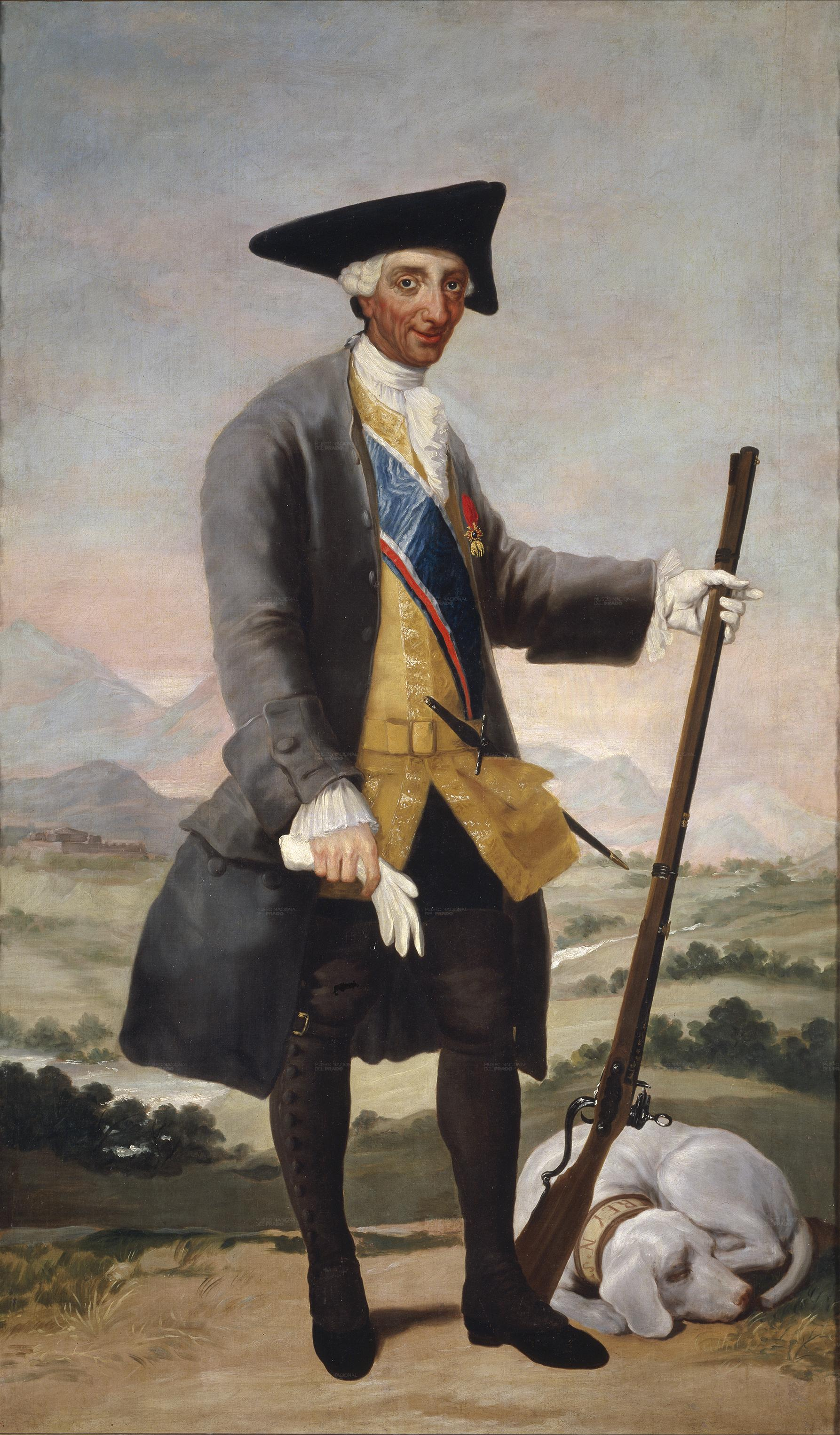
Carlos III y su corte fueron los principales impulsores del proyecto.

Las causas de la fundación de Floridablanca fueron básicamente estratégicas: el gobierno español durante el reinado de Carlos III decidió afianzar su presencia en la Patagonia y al mismo tiempo emprender una experiencia para aliviar la situación socioeconómica en la cual se encontraba sumida gran parte de la población de la España metropolitana. En Floridablanca se pretendieron plasmar las modernas ideas de la Ilustración en un novedoso ensayo poblacional que proclamaban la "Igualdad" de los hombres, idealizaban a la comunidad agrícola y definían al concepto de familia patriarcal moderna como pilar del orden social. No obstante, y a pesar de los ambiciosos augurios, a menos de cuatro años la colonia fue abandonada.
José Moñino, Conde de Floridablanca, Ministro de Indias del rey Carlos III de España, propuso fundar dos poblaciones y dos fuertes subordinados a ellas en la costa atlántica patagónica, una población en la Bahía Sin Fondo y otra en la bahía San Julián. De la primera dependería un fuerte en la desembocadura del río Colorado y de la segunda un fuerte en la desembocadura del río Deseado. Los establecimientos serían poblados por colonos procedentes de Galicia, Asturias, Castilla y León.
En 1778 el rey dictó una real cédula disponiendo que: 

Con el fin de que los ingleses....no piensen establecerse en la bahía San Julián o sobre la misma costa para la pesca de ballenas en aquellos mares... ha resuelto S. M. que se den órdenes reservadas y bien precisas al Virrey de Buenos Aires y también al intendente de la Real Hacienda que ... con toda prontitud disponga hacer un formal establecimiento y población en dicha bahía San Julián.

Para materializar tales propósitos la monarquía efectuó contratos con labradores españoles de Castilla la Vieja y León, por tales contratos el estado español se comprometía a brindar gratuitamente a los colonos tierras en calidad de propietarios libres, arados, semillas de trigo  y otros elementos, más una ración de alimentos y cuidados de salud mientras durara el tiempo necesario para el afianzamiento de la nueva población patagónica.

## Fundación
Hacia 1779 varias familias se congregaron en el puerto de la La Coruña (Galicia), donde el gobierno español promovió el casamiento de los y las jóvenes que estuvieran aún solteros, para colonizar la Patagonia. El nombre del establecimiento homenajeaba al Conde de Floridablanca el principal funcionario del gobierno en la España de entonces.
De la Coruña partieron 24 familias que arribaron al área de colonización a bordo del bergantín San Francisco de Paula  en el mes de enero de 1780, dado que la intención española era la creación de colonias agrícolas se evitó adrede la fundación costera (por otra parte muy vulnerable al accionar de piratas y corsarios), también se desestimó la fundación con objetivos militares por lo que también se evitó el establecimiento inicial en zonas elevadas, en lugar de ello se buscó y se halló merced a guías patagones un área lo suficientemente fértil en una pequeña vega irrigada por un pequeño pero suficiente curso de agua dulce.
La costa de la abrigada bahía de San Julián fue utilizada como lugar de desembarco y almacenamiento de provisiones, con este fin existía allí un precario almacén o depósito; la mayoría de los que residentes en la costa era temporaria, por ejemplo marinos que pernoctaban en sus barcos; la relación de los labradores con estos marinos parece haber tenido algún grado de conflictividad.

## Vida en la colonia

### Habitantes de la colonia
En el momento de la fundación la localidad de Floridablanca poseía unos 150 habitantes, tal población estaba compuesta en un 24% por los labradores, un 18% presidiarios y desterrados procedentes del Río de la Plata los cuales redimirían sus penas trabajando en este sitio que para ellos era de confinamiento, 14% los hombres de la tropa del Regimiento de Artillería e Infantería del Río de la Plata (ya que la población patagónica se encontraba bajo la supervisión del Virreinato del Río de la Plata), 11% tripulantes del navío, 7% personal de maestranza (carpinteros, albañiles, herreros, tejeros), 7% funcionarios.
En Floridablanca se celebró la primera boda de la Patagonia Austral, pero el primer año fue particularmente aciago: el hacinamiento y las deficiencias nutricionales debidas al clima duro del primer año  provocaron una epidemia de escorbuto que causó la defunción de 37 personas (o un 20% de la población), este inicio funesto sería -como luego se verá- la causa del fracaso de la experiencia.
Aunque el contrato estipulaba que la población estaba libre de toda carga feudal y no existirían privilegios que diferenciaran a los habitantes sino que estos podrían ejercer su libre iniciativa, también quedaba estipulado que como forma de pago a los gastos y providencias del Estado los floridablanquenses se hallaban obligados a permanecer y trabajar (en su propio provecho) las nuevas tierras que se les otorgaban en la Patagonia.
Todas las familias recibieron parcelas de iguales dimensiones así como iguales cantidades de semillas e instrumentos de labranza.

### La agricultura
La agricultura era el principal objetivo a futuro de la colonia,debido a que, la estadía en las colonias durante los primeros años de su fundación dependió muy fuertemente de los abastecimientos que brindara la Corona española por lo incipiente y poca fructífera que resultaba la agricultura en ese momento. Con el fin de aumentar el cultivo en la zona, se enviaban desde España yuntas, arados y semillas. Además, desde su fundación, se habían repartido equitativamente parcelas de tierra para las familias. Los cultivos dieron sus primeros frutos en 1782, se cultivaba trigo, cebada, lechuga, nabos y otros vegetales (aunque aún incipientes).
Esta era avalada por la Corona, debido a que los ideales de la Ilustración decían que el cultivo era la fuente de riqueza y felicidad de los súbditos.

### El fuerte
Inicialmente los pobladores residieron en el fuerte  construido ad hoc el cual estaba hecho de adobe, de baja calidad comparado con otros edificios del poblado, tenía también postes de madera y era cuadrado con 50 metros de lado rodeado de un foso de 70 cm de profundidad que no tenía una función defensiva (tal foso era poco eficaz y sirvió más que nada de muladar o basurero), la parte norte del fuerte poseía en el medio una capilla, los muros norte, oeste y este estaban constituidos por las paredes que internamente correspondían a las oficinas, cuadras, y las viviendas provisorias, por el frente sur corría una empalizada de "palo a pique" flanqueada por dos baluartes cuadrados. En la plazuela central del fuerte se encontraba una cocina comunal
El fuerte era el lugar donde se asentó el poder político y social de la colonia. En este edificio residían los funcionarios de la Corona, los soldados, los presos y las familias de campesinos, que a partir del año 1782 tuvieron sus propias tierras y viviendas.
Además, el fuerte funcionaba como almacén de productos que se llegaban de Buenos Aires, para venderlos a la población e incluso había una pequeña capilla en donde se celebraban los oficios religiosos. 

### La casa de familia
Al norte del fuerte se extendió la plaza central con también aproximadamente 50 metros de lado, en torno a tal plaza, por los lados norte, oeste y este, se edificaron las casas permanentes de los pobladores, en serie continua, poseyendo cada casa muros medianeros comunes a las contiguas, los techos eran a dos aguas cubiertos de tejas "musleras" confeccionadas en el barreal próximo y cocidas en un horno comunitario (la leña era escasa).
Las casas que construyó la Corona, como parte de su compromiso con las familias, tenían unos 30 metros cuadrados, paredes de adobe y techos de tejas. Tenían por lo general dos habitaciones, una cocina y un dormitorio. En las excavaciones se encontraron restos inmobiliarios, tales como botijas, un brasero de ladrillos, huesos de pescados, lechones y terneros. Incluso se halló una vértebra de ballena, que probablemente fue usada como asiento, debido a la escasez de mobiliario.
No sólo se construyeron edificios proyectados por la Corona, sino que también, muchas familias ampliaban sus casas o se construían otras más grandes de las que ofrecía la Corona. Muchos presidiarios y soldados construyeron sus propias casas para quedarse a vivir en la colonia.

### Vida cotidiana
La vida diaria de los labradores discurría entre el cultivo, la caza y la pesca. El personal de maestranza, los soldados y los presos se encargaban de hacer tejas, levantar paredes y trabajar en la carpintería y la herrería entre otras cosas. Algunos hombres cazaban guanacos y ñandúes mientras otros iban a pescar a lo hoy es la Bahía de San Julián. La colonia estaba a 10 kilómetros de la costa, debido a que la fuente de agua dulce más cercana era un pequeño arroyo. Las mercaderías traídas de Buenos Aires eran dejadas en un pequeño almacén, y desde ese almacén era transportada a Floridablanca.

### La alimentación
Había dos clases de alimentos: los traídos desde el Río de la Plata y los que se conseguían en la zona. Se ha señalado que la causa del fracaso de este poblamiento fue el déficit nutricional sufrido durante su primer año, la Corona española se había comprometido a entregar a los habitantes una cantidad de alimentos gratuitamente, es así que desde Montevideo llegaba charque y tocino salado de vaca, vino, grasa, ají seco, aceite, aguardiente, harina de trigo, arroz, legumbres, mate, aunque parece haber faltado o sido escaso un tipo de alimento esencial: los frutos frescos (en particular los cítricos). Uno de los objetivos era que la colonia produzca parte de sus alimentos a través del cultivo de cereales y de la cría de animales, pero en el primer año tanto las producciones locales como el abastecimiento fueron insuficientes, para paliar este defecto los floridablanquenses iniciaron un flujo de intercambio de bienes principalmente en forma de trueque con los aónikenk quienes les proporcionaban principalmente carne de guanaco, aunque los colonos también practicaron la caza de guanacos y, en la costa, emprendieron la pesca en pequeña escala así como el mariscado (recolección de mariscos, principalmente mejillones). Los recipientes como ollas y vasos no se fabricaban en la colonia, sino que fueron llevados por los colonos desde España.

### Amistad con los tehuelches

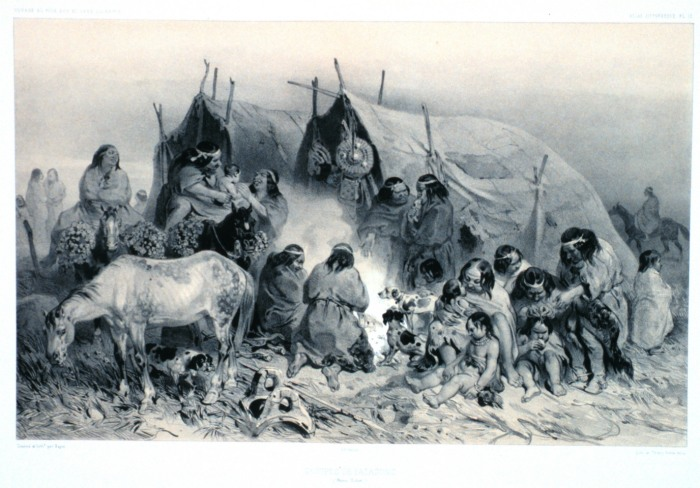
Grupo de tehuelches, los colonos tuvieron una estrecha relación con ellos.

Durante el tiempo que duró la vida de la colonia, los habitantes de Floridablanca intercambiaron productos, bienes y servicios con los indígenas. En cuanto a los pobladores autóctonos, los "patagones" de parcialidad aónikenk, en ningún momento se buscó la evangelización de los mismos; las relaciones fueron bastante armoniosas (similares a las que unos 85 años después serían las de los colonos galeses en el Chubut), más aún el jefe aónikenk al cual los españoles llamaron Julián Grande fue quien les señaló el sitio con suficiente agua dulce y por esto más apropiado para un establecimiento permanente.

## Causas del abandono
Durante el desastroso primer año de Floridablanca los colonos desesperados remitieron una carta en la cual rogaban el rey para que les retornase a España, sin embargo a partir del siguiente año (es decir 1781) la colonia se repuso y comenzó a prosperar merced al éxito en el cultivo de las huertas y la regularización de abastecimientos desde Buenos Aires y Montevideo, al punto que varios pobladores hicieron construcciones en el "interior" y fuera de los términos del contrato, tales fundaciones eran viviendas y almacenes de adobes con techos quinchados (techos de paja). Debido a la lentitud de los transportes y a las demoras impuestas por la burocracia el petitorio llegó al rey español con mucha tardanza, y en tiempos igualmente lentos, se resolvió desmantelar la población destruyéndose todos los edificios y construcciones para que no pudieran ser aprovechados por extranjeros. Esto se llevó a cabo en 1784, los floridablanquenses fueron trasladados a otros territorios del Imperio español.
El 1 de agosto de 1783, el rey Carlos III, dictó una Real Orden decidiendo abandonar los establecimientos patagónicos ya que le resultaban muy onerosos en momentos de guerra con Inglaterra y de la insurrección de Túpac Amaru:

exceptuando el de Río Negro que ha de mantenerse con un comandante militar que se nombre y la corta población que puede hacer á su abrigo, y que en los puertos de San José, San Julián y Deseado, se dejen pilastras, que acrediten la pertenencia á S.M.C. reconociéndose desde Río Negro anualmente.

## Proyectos actuales
Floridablanca ha sido objeto de investigaciones en el marco del Proyecto "Arqueología e Historia en la Colonia Española de Floridablanca (Patagonia, siglo XVIII)" dirigido por la Doctora M. X. Senatore de la Universidad de Buenos Aires y Departamento de Investigaciones Prehistóricas y Arqueológicas del Instituto Multidisciplinario de Historia y Ciencias Humanas del CONICET (Argentina).  Las investigaciones están orientadas a comprender la creación, reproducción y transformación del orden social ensayado en Floridablanca. Se ha estudiado la relación entre los discursos que subyacen al plan de poblamiento y las prácticas sociales de los individuos que vivieron en la colonia, tanto en su dimensión escrita como material.
El municipio de San Julián ha emprendido el proyecto de una reconstrucción de la localidad en un sitio adyacente al solar antiguo, la réplica sería de escala 1:1 con la asistencia de la Universidad Nacional de la Patagonia Austral